# Jaana Laitinen-Pesola
Jaana Kristiina Laitinen-Pesola, född Laitinen 6 september 1958 i Björneborg, är en finländsk samlingspartistisk politiker. Hon var ledamot av Finlands riksdag 2015–2019. Hon var ordförande för social- och hälsovårdsfacket Tehy 1997–2013.
Laitinen-Pesola blev invald i riksdagsvalet 2015 med 3 483 röster från Satakunta valkrets.

## Utmärkelser
- Riddartecknet av Finlands Vita Ros’ orden,  6 december 2000[3]
- Riddartecknet av I klass av Finlands Vita Ros’ orden,  6 december 2009[3]

[Redigera Wikidata]